# Harperia
Harperia é um género botânico pertencente à família Restionaceae.